# Wielka Teriańska Turnia
Wielka Teriańska Turnia (niem. Felsgartenturm, słow. Terianska veža, węg. Terianszko-torony) – wybitna turnia znajdująca się w Grani Hrubego w słowackiej części Tatr Wysokich. Jej wysokość według pomiarów lidarowych wynosi 2375 m. Dawniej podawano wysokości 2374 m, 2370 m, około 2355 m. Od Skrajnej Walowej Turni oddzielona jest siodłem Skrajnej Walowej Ławki, a od Skrajnej Teriańskiej Turni oddziela ją siodło Skrajnej Teriańskiej Szczerbiny. Spośród 17 nazwanych turni w Grani Hrubego jest drugą pod względem wysokości (po Zadniej Teriańskiej Turni) oraz wybitności (po Zadniej Garajowej Turni).
Opadająca ku północy i północnemu wschodowi (stoki Doliny Hlińskiej) ściana Wielkiej Teriańskiej Turni ma wysokość do 600 m i tworzy jedną całość ze ścianą Skrajnej Teriańskiej Turni. Od zachodu ogranicza ją żleb opadający spod Teriańskiej Przełęczy Niżniej, a od wschodu depresja Skrajnej Walowej Ławki, Żleb Grosza, trawniki Wielkiego Ogrodu i Rynna Kurtyki. Największą i najniżej opadającą  formacją tej ściany jest jej północno-wschodni filar. Jego lewa część (patrząc od dołu) tworzy ograniczenie Wielkiego Ogrodu. W najwyższej części tego filara wcina się w niego Teriańskie Siodełko oddzielające go od szczytu Wielkiej Teriańskiej Turni. Z siodełka tego opada do prawej górnej części Wielkiego Ogrodu Żleb Grosza. Zaraz po północnej stronie siodełka w filarze wznosi się Teriańska Turniczka. W ścianie turni wyróżnia się jeszcze olbrzymi, płytowy taras, któremu Władysław Cywiński nadał nazwę Teriańskiej Galerii.
Do Niewcyrki opada z Wielkiej Teriańskiej Turni ściana o wysokości około 200 m, ograniczona dwoma żlebami i kominami spadającymi z przełęczy po obu stronach szczytu. W środku między nimi znajduje się filar opadający ze skalnego zęba znajdującego się zaraz nad Skrajną Teriańską Szczerbiną. Od środkowej części ściany do Zadniej Walowej Ławki biegnie płytowo-trawiasty zachód. 
Wielka Teriańska Turnia nazywana była niekiedy Teriańską Turnią. Obie te nazwy wywodzą się od Teriańskich Stawów w Niewcyrce. Wprowadził je w 1956 r. Witold Henryk Paryski w 8. tomie przewodnika wspinaczkowego.

## Taternictwo
Wielka Teriańska Turnia nie jest dostępna żadnymi znakowanymi szlakami turystycznymi. Pierwszego wejścia na wierzchołek Wielkiej Teriańskiej Turni dokonał Ignacy Król, a było to 22 lipca 1907 r.. Poprowadzono na nią kilka dróg wspinaczkowych, ale obecnie dozwolone jest tylko przejście granią lub wspinaczka od strony Doliny Hlińskiej. Niewcyrka jest obszarem ochrony ścisłej TANAP-u z zakazem wstępu.
Drogi wspinaczkowe
1. Południowym filarem;  IV w skali tatrzańskiej, czas przejścia 2 godz.
2. Przez prawą część ściany Teriańskiej Galeri na Teriańską Przełęcz Niżnią; V+, A1, 18 godz.
3. Prawą częścią północnej ściany; V+, A0, 8-10 godz.
4. Przez Nos (środkiem północnej ściany); VI-, miejsca lodowe o nachyleniu do 80 stopni, 21 wyciągów, efektywny czas pierwszego przejścia 20 godz.
5. Lewą częścią północnej ściany; V, 5 godz.
6. Północno-wschodnim filarem; V+ w dolnej części, IV w górnej, 4 godz. 30 min
7. Przez północno-wschodnią ścianę Teriańskiej Turniczki; I, z Hrubej Buli 1 godz. 15 min
8. Północno-wschodnią ścianą, z Wielkiego Ogrodu; I, miejsce III, 2 godz., deniwelacja ok. 320 m[5].

Droga nr 7 jest najłatwiejszym sposobem wejścia z północnej strony na Grań Hrubego, oraz najłatwiejszym sposobem zejścia z tej grani do Doliny Hlińskiej.

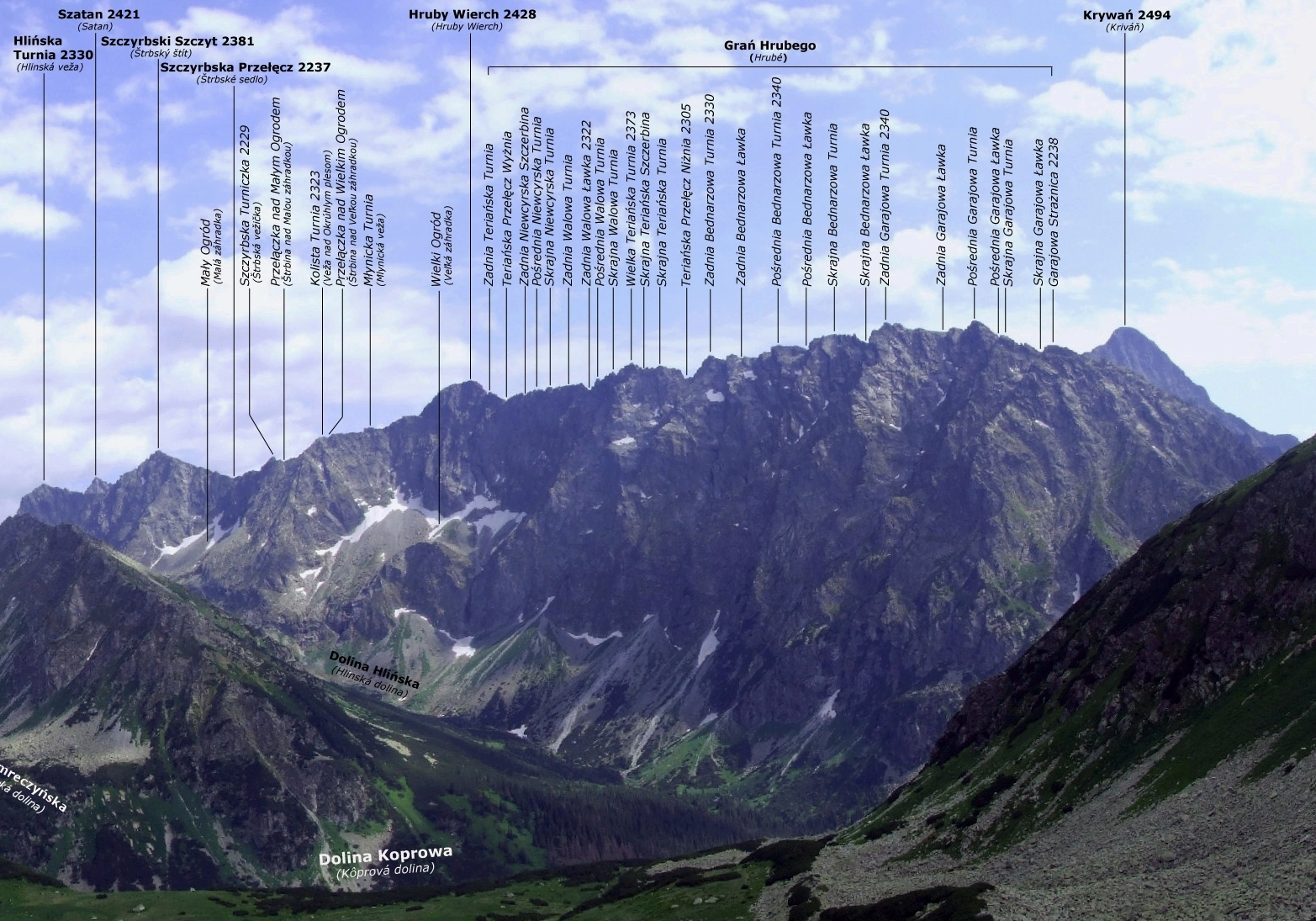
Widok z Zaworów
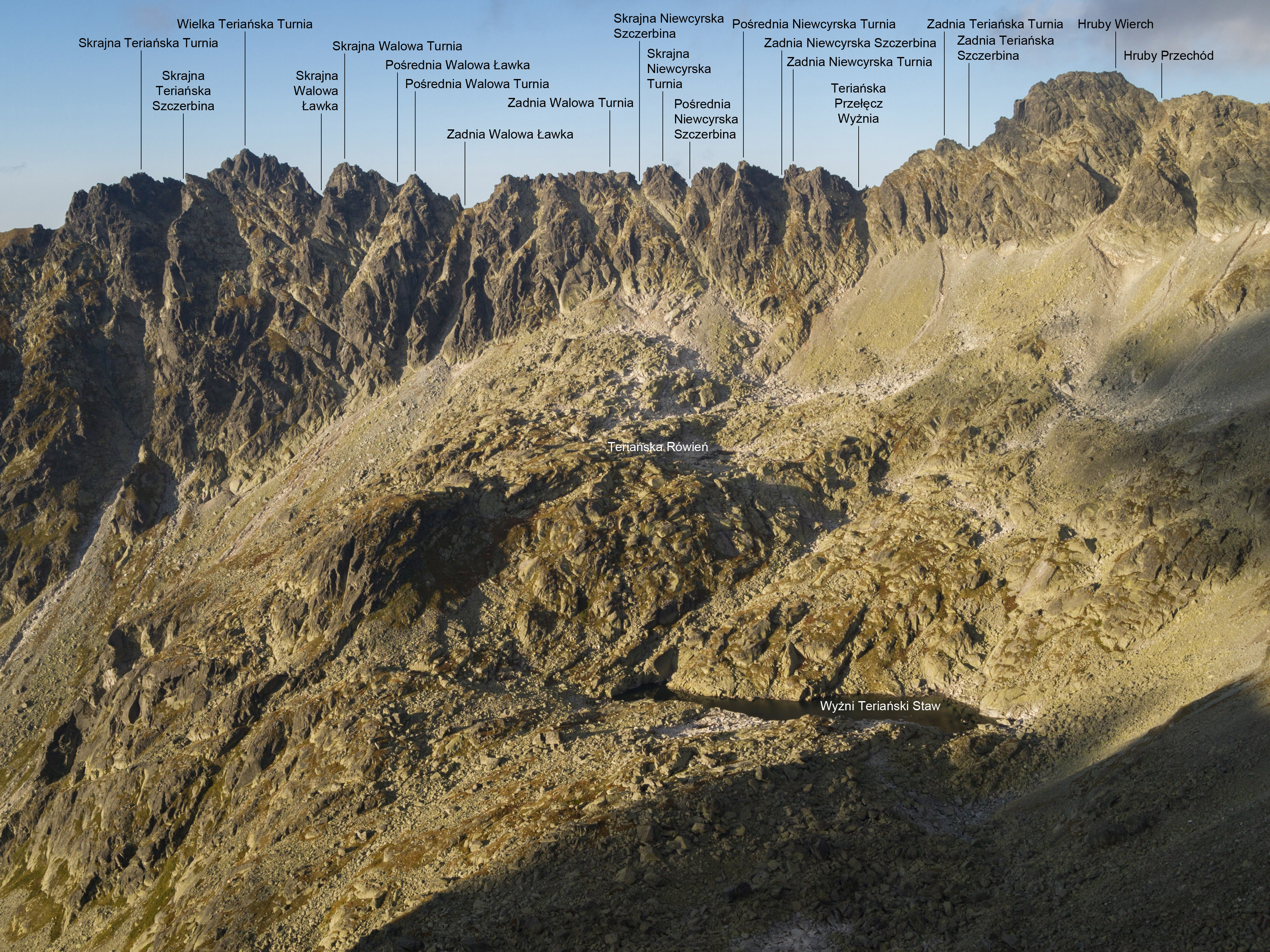
Widok z południowego wschodu
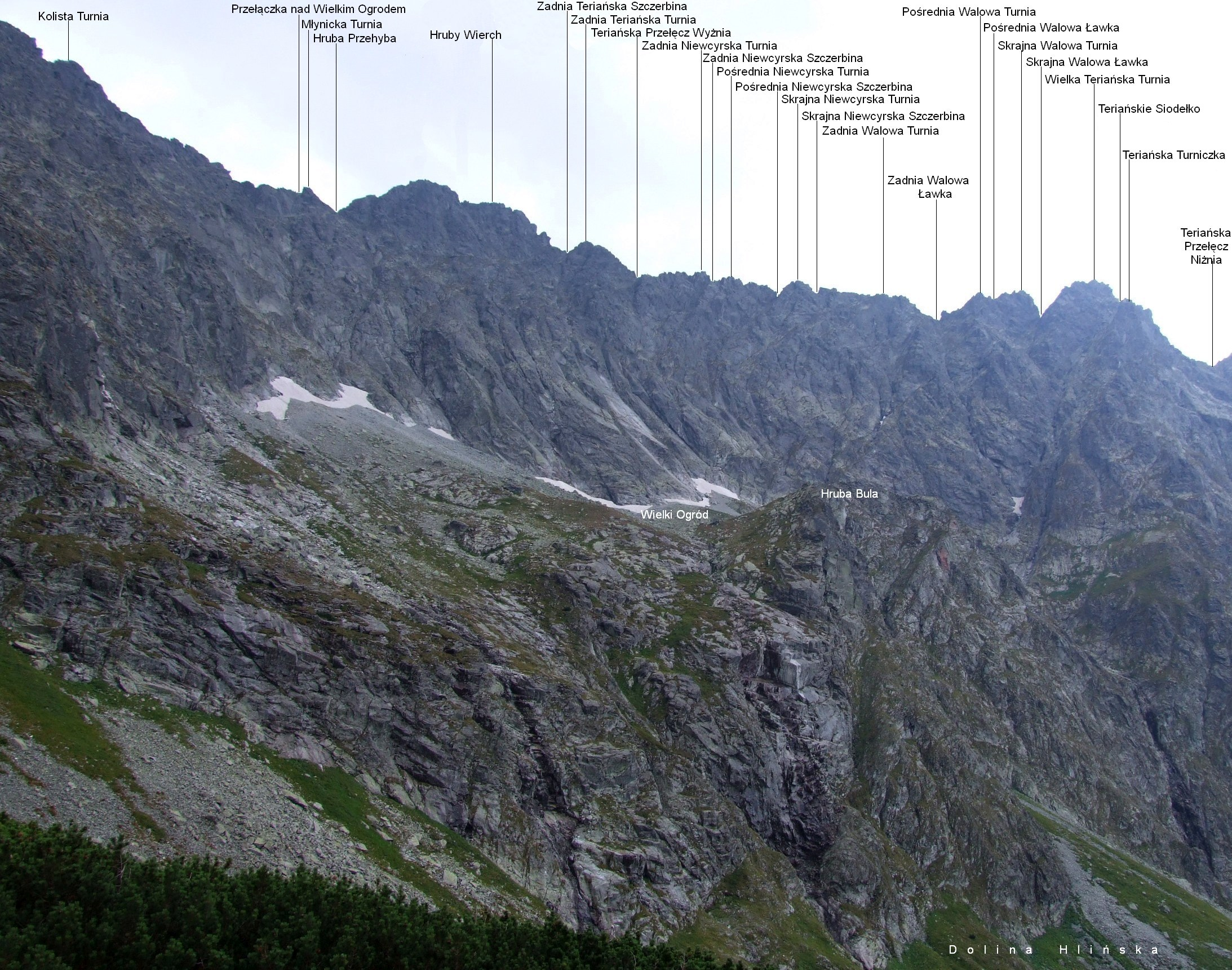
Widok z Doliny Hlińskiej